# Barrax

Barrax é um município da província de Albacete. Esta província pertence à Comunidade Autónoma de Castela-La Mancha (Espanha). Ele está localizado no planalto começa a cordilheira Alcaraz. É uma cidade essencialmente agrícola cercada por grandes áreas de cereais.
História
A origem desta população, segundo a tradição como não existem documentos comprovando, foi a venda Barraj chamada, estalagem do velho na estrada entre a Andaluzia e do centro da península e do Levante, então pertencentes à jurisdição de Alcaraz , que se tornou independente em 20 de setembro de 1564, quando foi concedido o título de Vila de concessão real de Filipe II de Espanha.
Os documentos correspondentes são referentes ao ano 1601, que datam do início de inscrições dos arquivos paroquiais.
O primeiro exemplo conhecido de água capacidade Barrax fica em frente à igreja de São Roque. É um bem que está bloqueada e dois outros poços na periferia da cidade para Munera. Mais tarde, ele trouxe a água de El Cornudillo, fazenda perto da fronteira com o município de Lezuza eo depósito foi localizado perto do moinho de vento. Ainda permanece, embora não muito bom. Tails eram típicas dos jarros, na antiga praça do Montoya coronéis, hoje "Domingo Castillejo prefeito." Depois que o bem da "La Morra", em 16 de outubro de 1966, como prefeito Eugenio Fernández Cuenca. Em 24 de outubro de 1966, dia de San Rafael, se a água da Plaza Mayor.
Importantes edifícios
Igreja Paroquial da Imaculada Conceição: o estilo neoclássico, localizado na Plaza Mayor, em frente ao City Hall foi concluído em 1766, durante o reinado de Carlos III. Sofreu graves danos durante a Guerra Civil. Em 1945 houve uma queda, que forçou a reparação ea subsequente reforma da torre, foi restaurada em 2001.
Ermita de San Roque está localizado dentro da vila e foi reconstruído em 1884. Em 2006 a capela foi restaurada, e durante os trabalhos foram populares afrescos originais, que datam do século XVI.
New City Hall, localizada no terreno da antiga casa de Lodares. Ela destaca a sua varanda restaurado em 2006. Foi recentemente descoberto contendo escudos trazidos do norte da Espanha datado no século XV, mas no geral o pórtico pertence ao século XVI.
Ermita del Cristo del Perdon: Este site se destaca pela sua modernidade, desde que foi reconstruída em 1997 e remodelado pelo padre Don Felix Ibarguchi. Dentro está uma Postos modernos de propagação transversal em toda a casa, também foi concebido e conduzido pelo pastor. Nesta capela está a estátua do Cristo do Perdão, que é uma réplica da imagem original, queimado durante a Guerra Civil pelos republicanos.
Moinho Barrax: Barrax este símbolo, está no topo de todas as villa.En 2006 abriu uma grande caminhada em parques para crianças, fitness, mesas de campismo e áreas verdes para a fruição da população local e visitantes. Sua origem é remota, foi restaurado várias vezes, a primeira vez por Dom Benjamín Palencia
Atrações
Em Finca Las tiesas foram várias campanhas científicas financiadas pela Agência Espacial Europeia (DAISEX, SEN2FLEX ...). A razão é porque o terreno é muito plano, céu claro na maioria das vezes e as culturas são cultivadas em condições controladas de alfafa, cevada, entre outros. Isso torna Barrax particularmente interessante do ponto de vista de Sensoriamento Remoto. Então Barrax é conhecido em toda a Europa entre os cientistas dedicados à observação da Terra Metal emoldurado pelo recolhimento especial neste concelho.
No município de Barrax, a 740 m acima da planície, é a colina chamada "Colina dos três bispos", assim chamado porque é o ponto de convergência nos bispados de Toledo, Cuenca, Cartagena, até que criou o Diocese de Albacete, em 1950, que foi incorporada em 1996 Barrax.
Cerro de Santa Quitéria, o festival é realizado aqui em honra de Santa Quitéria. Esta montanha dá lugar a uma grande e bela paisagem de La Mancha. Em 2007, ele colocou a árvore para que todos os que visitam podem desfrutar da paisagem agreste e bela de La Mancha, na sua sombra.
"O quarto Philemon" Este lugar está situado em um vale, logo depois do morro de Santa Quitéria. No centro desse vale, é a "Quarta Philemon" é uma antiga vila, que você pode ver aldeias do edifício que já foi popular e típica da época. Tudo isso rodeado por uma paisagem de grande porte.
"Árabe do século XV cisterna localizada a cerca de 300m para Villarrobledo Barrax
Festivais
Peregrinação em honra de Santa Quitéria (22 de maio). Ele vai em procissão até o santuário localizado no morro homônimo em uma maca com a imagem. Esta procissão tem suas origens em uma refeição feita por amigos do padre, depois que a mãe de seu aniversário, no monte de Santa Quitéria. Este procedimento foi repetido até que se tornou uma peregrinação.
As celebrações em honra de São Roque (13-17 agosto), com seu famoso touro de fogo. O 15 é uma homenagem à Virgen de Agosto, 16 para São Roque e San Roquillo 17.
Em cada festa da aldeia acontece o tradicional fogo Toro composta de homens, em estruturas móveis chifre em forma e cheio de fogos de artifício, correndo pelas ruas levando a divertida e corre entre os participantes da festa.
Barrax é um município da Espanha na província de Albacete, comunidade autónoma de Castilla-La Mancha, de área 19 km² com população de 2125 habitantes (2010) e densidade populacional de 101,32 hab./km².